# Tranquille Aubry-Bailleul
Tranquille Aubry-Bailleul, né le 8 janvier 1798 à Anglesqueville-l'Esneval et mort dans la même commune le 21 mai 1860, est un officier de marine et administrateur colonial français.

## Biographie
Entré dans la marine à la fin du Premier Empire, Aubry-Bailleul est reçu élève de la Marine à Brest en 1812. Il est nommé aspirant de marine le 10 février 1815. Par la suite, il est successivement promu enseigne de vaisseau le 1er mars 1821, lieutenant de vaisseau le 31 décembre 1828, capitaine de corvette le 10 avril 1837 et enfin capitaine de vaisseau le 26 avril 1845.
Sa carrière est temporairement perturbée par un malheur de mer. Alors qu’il commandait la corvette à vapeur Cuvier, une combustion spontanée se déclenche accidentellement dans une soute à charbon du navire dans la nuit du 23 au 24 janvier 1848 en Méditerranée. Aucun effort ne parvenant à maîtriser l’incendie, le navire en proie aux flammes doit se jeter le 24 à la côte de Majorque  pour sauver l’équipage. Il achève de brûler et de couler bas le 25 à Porto-di-Campos près de Palma. Déféré devant un conseil de guerre à Toulon pour répondre de la perte du vaisseau et de sa conduite dans cet événement, le commandant Aubry-Bailleul bénéficie d’un « verdict d’acquittement honorable » rendu par ses pairs.
Le capitaine de vaisseau Aubry-Bailleul est nommé gouverneur de la Guadeloupe en remplacement du colonel Fiéron par un décret présidentiel du 15 septembre 1851. Entré en fonction le 26 novembre 1851, il transmet l’intérim de ses pouvoirs au commissaire général ordonnateur Guillet le 12 décembre 1853. Dans l’intervalle, il se fait remarquer par la fermeté de sa politique de maintien de l’ordre public. Il contrôle sévèrement la presse insulaire et supervise le procès politique intenté contre l'indépendantiste Marie-Léonard Sénécal.
Après son retour en métropole, Tranquille Aubry-Bailleul est nommé membre titulaire du Conseil d'amirauté le 18 mars 1854, et siège au sein de cette instance supérieure jusqu’à sa mort. Il est élevé au grade de contre-amiral le 7 juin 1855, et occupe les fonctions de major général de la Marine à Toulon en 1858.

## Décorations
- Chevalier de l’ordre de Saint-Louis, le 30 octobre 1829.
- Chevalier de la Légion d'honneur, le 1er mars 1831.
- Officier de la Légion d'honneur, le 25 novembre 1848.
- Commandeur de la Légion d'honneur, le 10 décembre 1850.
- Grand officier de la Légion d'honneur, le 31 décembre 1859.
- Commandeur de l’ordre du Lion et du Soleil de Perse, le 17 novembre 1847.
- Chevalier de l’ordre de Saint-Ferdinand d’Espagne, le 9 janvier 1824.
- Médaille de Sainte-Hélène.

## Sources
- État général de la Marine et des Colonies, au 1er juillet 1840, p. 28-29.
- Annuaire de la marine, 1857, p. 24-25.